# Крайцери проект 69
Крайцери проект 69 (тип „Кронщат“), са тип линейни крайцери на ВМФ на СССР, според официалната съветска класификация се обозначават като тежки крайцери.

## Разработка на проекта
Разработката на проекта започва в средата на 1930-те г. Съгласно изискванията на командването на Морските Сили на РСЧА корабът ще се използва за борба с крайцерите на противника, поддръжка на леките сили и действия по комуникациите на противника. Ескизният проект е завършен през юни 1938 г. Предвижда се корабът да е с водоизместимост 24450 тона, скорост 33,3 възела, брониране: 140 мм – пояс, 210 – кули на главния калибър, 80 мм – палуба. Въоръжението включва 9 – 305 мм оръдия, 8 – 152 мм, 8 – 100 мм, 24 – 37 мм, също и 2 тритръбни торпедни апарата (533 мм).
Съветското военноморско ръководство изначално планира да има в състава на ВМС на СССР не просто аналози на тежките крайцери, налични на въоръжение във флотовете на САЩ, Великобритания, Франция, Япония, Германия, а изтребители на тежки крайцери (в т.ч. на германските от типа „Дойчланд“), способни да се борят на равни начала с корабите от аналогичния подклас (линкорите от типа „Шарнхорст“, френския линкор „Дюнкерк“ и японските линейни крайцери от типа „Конго“).

## Окончателен вариант
След получените данни за основните тактико-технически елементи на германските линейни крайцери от типа „Шарнхорст“ е взето решение да се преработи проекта. В окончателния му вариант са приети следните характеристики:
Водоизместимост – 35250/41540 тона
Мощност на силовата установка – 201 000 к.с.
Скорост – 33 възела
Далечина на плаване – 8300 мили
Брониране: пояс – 230 мм, с ъгъл на наклона 6°, носова траверса – 330 мм, кули на главния калибър – 330 мм, палуба – 90 + 30 мм. Противоминната защита е американски тип („на слоеве“ с були) и състояща се на по-голямата част от дължината от пет надлъжни прегради от мека корабостроителна стомана. Обшивката на була е с 11-мм дебелина, нататък вървят прегради със 7; 16; 14; 18 и 10-мм дебелина. В района на цитаделата общата дълбочина е 6 м, което е с малко повече, отколкото на взетата за образец „Норт Каролина“. Изпитания, предени от юли 1940 г. до февруари 1941 г., уставяват, че дадената конструкция издържа на контактен взрив на 400 кг заряд.
Въоръжение: 9 – 305-мм, 8 – 152-мм, 8 – 100-мм, 28 – 37-мм оръдия 46-К.
Предвидена е възможност за двучасово форсиране на енергоустановката до мощност 230 000 к.с. и достигане на скорост до 34 възела.

## Главен калибър
Немската фирма „Круп“ предлага на съветското правителство за покупка шест двуоръдейни 380-мм кули за двата тежки крайцера от проекта 69 „Кронщат“. През ноември 1940 г. договорът е подписан. Плащанията са осъществени, обаче оръдията така и не са получени от съветска страна.
Като главен калибър са планирани 305-мм оръдия Б-50, разработвани от завода „Болшевик“. Дължината на ствола трябва да бъде 55 калибра, масата на снаряда – 470 кг, началната скорост на снаряда – 900 м/с, максималната далечина на стрелбата – 47,58 км. Оръдията се предполага да бъдат поставени в триоръдейните кули МК-15.

## Строителство
Проектът е утвърден на 13 юни 1939 г. Първите два крайцера са заложени през декември 1939 г. – „Кронщат“ в Ленинград, „Севастопол“ в Николаев. Предполага се предаването им на флота да стане през 1943 г., а всичко са планирани за построяване 15 крайцера от този тип.
Обаче строителството им върви с големи трудности поради незавършеност на много от планираните за поставяне на крайцерите системи, преди всичко артилерията на главния калибър.
Строителството на „Кронщат“ е прекратено на 10 август 1941 г. при готовност 7%. „Севастопол“ е пленен от немските войски на 16 август 1941 г. при готовност 12%. В следвоенния период дострояването на крайцерите е оценено като нецелесъобразно.

## Проектът 69И
Строителството на крайцерите от проекта 69, започнато без достатъчно техническа помощ, скоро се сблъсква с големи проблеми. Двуоръдейните кули за артилерията калибър 152-мм и 100-мм не съществуват даже във вид на опитни образци, 37-мм четирицевни автомати влизат за изпитания едва през юни 1941 г. Особено безпокойство предизвиква изоставането в разработката на артилерията на главния калибър.
След подписването на съветско-германския пакт за ненападение, през 1939 г., се появява възможност да се закупи артилерията в Германия. В частност, немската фирма „Круп“ предлага на СССР шест двуоръдейни кули носещи 380-мм оръдия SKC/34, станали ненужни след прекратяването на строителството на линейните крайцери от типа „O“. Предлаганите оръдия стрелят с 800-кг снаряд на далечина 35,6 км, с начална скорост 820 м/с. Също се предлагат и съответните прибори за управление на огъня.
По лично указание на И. В. Сталин проектът е преработен за германската артилерия и получава названието 69И (иностранный – чуждестранен). В резултат проекта е значително преработен, стандартната водоизместимост нараства до 36 240 т, скоростта намалява до 31 възела. Намаляването на броя оръдия на главния калибър от 9 до 6 имащи също по-ниска скорострелност, се компенсира от съществено по-голямото поразяващо действие на 380-мм снаряд и увеличаването на зоната на изгодната за бой дистанция.
Единственото оръдие SKC/34 е доставено в СССР през есента на 1940 г. за изпитания. Доставките на серийните оръдия и кулите е планирано да започнат през октомври 1941 г.
Едновременно съветската страна изпраща запитване в Германия за възможност за доставки на 150-мм и 105-мм оръдия в куполни и щитови варианти, но до покупки не се стига поради началото на Великата Отечествена война.

## Оценка на проекта
Към несъмнените достойнства на проекта следва да се отнесат артилерията на главния калибър. Предлаганото за крайцерите оръдие Б-50 се отличава с високи балистични характеристики. За съжаление, към 22 юни 1941 г., това оръдие съществува само на хартия, а кулата МК-15 е представена само във вид на дървен макет, което и води до появата на проекта 69И. Системата за управление на огъня фактически не позволява да се реализира голямата далекобойност на Б-50 при стрелба по морски цели.
Към недостатъците на проекта следва да се отнесат:
- Наличието на два калибра спомагателна артилерия – противоминен и зенитен вместо единен универсален;
- Общата слабост на средствата за ПВО;
- Недостатъчната скорост на хода, не позволяваща гарантирано да се настигнат тежките крайцери, борбата с които е смятана за една от главните задачи на крайцерите от проекта 69.

„Аляска“, „Кронштат“ и проектиращите се немски и японски „големи крайцери“ чувствително отстъпват както на „Дюнкерк“, така и на „Шарнхорст“. Най-хармоничният проект се явява френският „Страсбург“, който се признава за най-силен даже на основата на провежданите в СССР и САЩ доста условни тактически игри.

## Коментари
1. ↑  Систършипа на „Дюнкерк“ „Страсбург“ се счита от съветското ръководство за пълноценен линкор.